# Batalla de Al Fao de 2003
La Batalla de Al Fao fue una de las primeras que tuvieron lugar en la Guerra de Irak. Los primeros objetivos de la invasión de Irak de 2003 eran asegurar el puerto de Um Kasar (único puerto marítimo con calado de Irak), y hacer lo propio con las plataformas de gas y petróleo de la península de Al Faw. Se quería evitar así que los pozos petrolíferos fueran incendiados en la retirada de las tropas irakíes tal como ocurrió durante la Guerra del Golfo.

## Fuerzas de Combate
Fuerzas desplegadas
- 3 Commando Brigade, Royal Marines
  - 40 Commando, Royal Marines
  - 42 Commando, Royal Marines
  - 29 Commando Regiment Royal Artillery
  - 59 Independent Commando Squadron Royal Engineers
  - 131 Independent Commando Squadron Royal Engineers
  - 15.ª Unidad Expedicionaria de Marines, Cuerpo de Marines de los Estados Unidos
  - SEAL Grupos 3, 8 y 10, US Navy Fuerzas Especiales
  - GROM, Unidad de élite polaca

- Apoyo naval
  - HMS Ark Royal (transporte helicópteros)
  - HMS Ocean (buque de asalto anfibio)
  - HMS Richmond (artillería naval)
  - HMS Marlborough (artillería naval)
  - HMS Chatham (artillería naval)
  - RFA Sir Galahad (transporte)
  - USS Valley Forge (mando y control)
  - USS Rushmore (transporte)
  - ORP Kontradmirał Xawery Czernicki (apoyo logístico)
  - HMAS Anzac (artillería naval)

- Apoyo aéreo
  - USS Constellation
    - F-14 Tomcat (Patrulla aérea de combate)
    - F/A-18 Hornet caza-bombarderos
    - MH-53 Pave Low
    - HH-60H Seahawk

  - A-10 Thunderbolt II
  - AC-130U Spectre
  - AH-1 Cobra helicópteros de ataque

## Operaciones de asalto

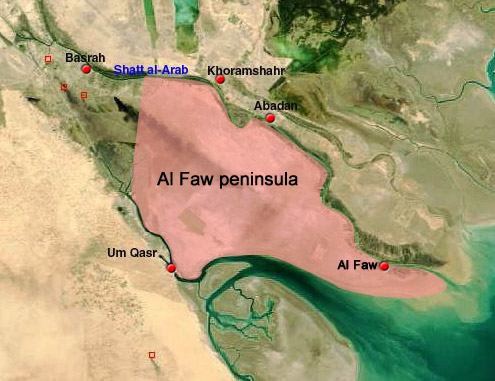
Mapa de la península de Al Fao

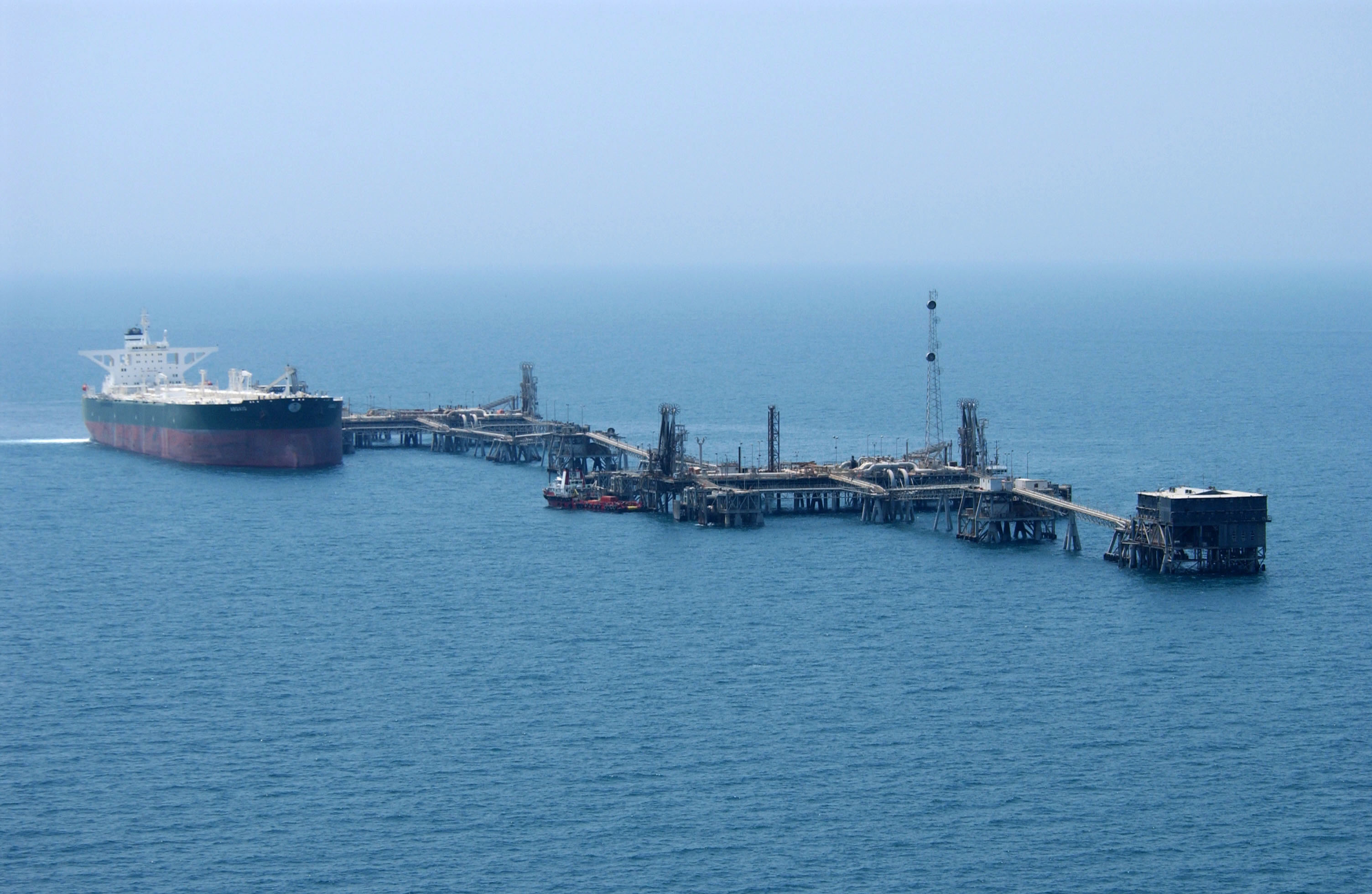
Plataforma Mina Al-Bakar, en Al Fao

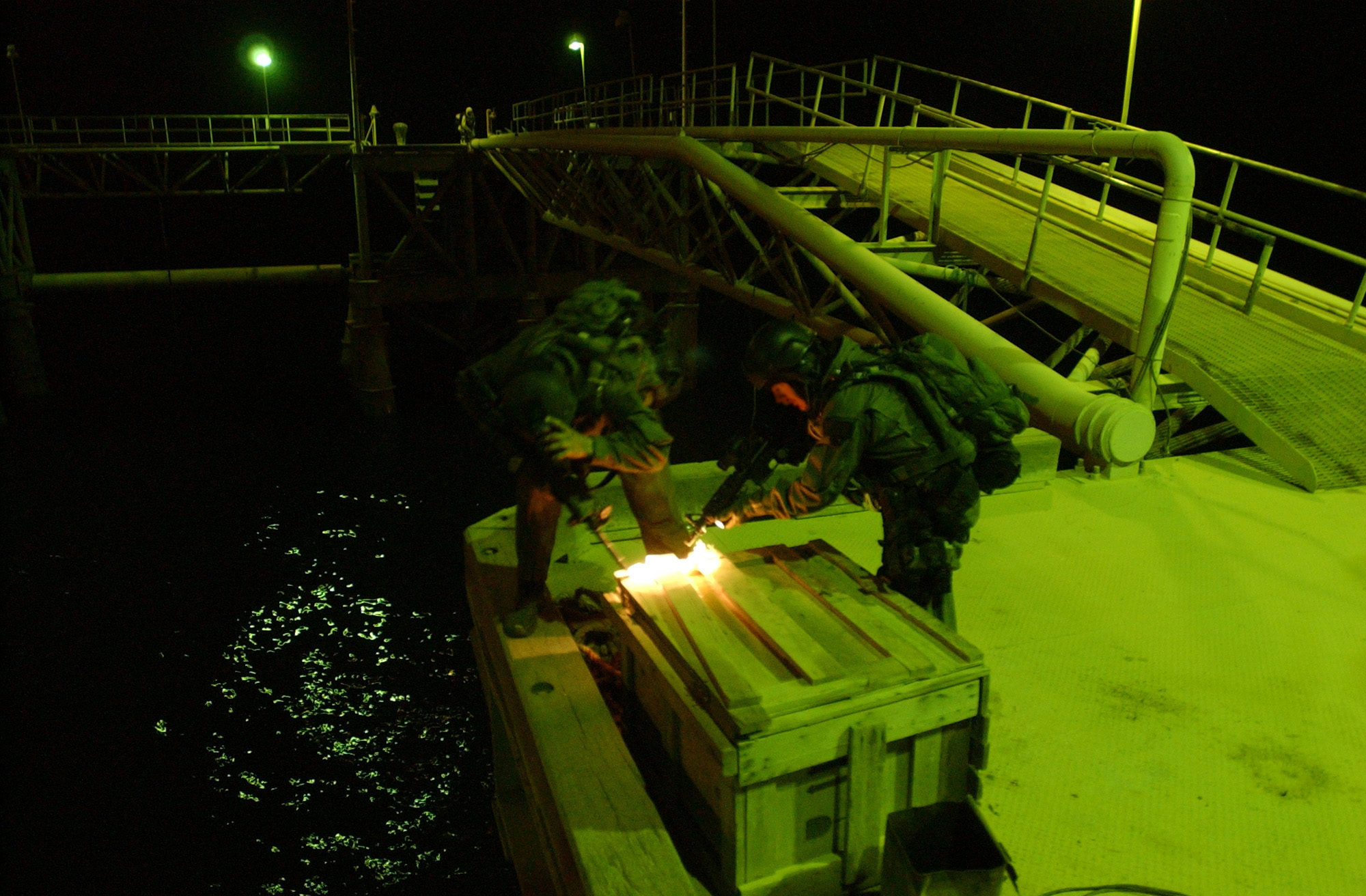
Soldados inspeccionando la plataforma Al-Bakar

### 20 de marzo
El asalto de Al Fao estaba programado para las 20.00 horas del 20 de marzo. Buques de artillería naval estadounidenses, así como caza-bombarderos atacaron posiciones dentro de la península, con bombardeos tácticos previos a la invasión con tropas terrestres. Le prosiguió un asalto de tropas aerotransportadas formado por el 40 Comando británico y los Marines estadounidenses. Tomaron sus 3 objetivos estratégicos encontrando una ligera resistencia, aunque sin bajas. Cogieron 200 prisioneros.
Paralelamente, por mar y aire, desembarcaban tropas de Estados Unidos de los SEAL para asegurar la plataforma petrolífera Mina al-Bakar, y fuerzas polacas del GROM hacían lo propio con la instalación de Khor al-Amaya. Fueron desactivadas cargas explosivas de las plataformas, y fueron capturados 32 irakíes.
A las 22.25 horas comenzó un segundo asalto perpetrado por el 42 Comando británico. Este vino precedido por fuego de artillería y un ataque naval. Las piezas de artillería estaban instaladas en la isla kuwaití de Bubiyan, y el fuego naval fue disparado por las fragatas británicas HMS Richmond, HMS Marlborough, HMS Chatham and HMAS Anzac. Los marines por su parte, abrieron fuego con helicópteros AH-1 Cobra, y tras descender al norte del pueblo de Al Fao, silenciaron la artillería irakí, y tomaron el otro flanco de la posición ya tomada por el 42.
La mala visibilidad provocada por una tormenta de arena y el humo de los incendios, provocó la colisión de un helicóptero de transporte CH-46 Sea Knight, en la que murieron 11 soldados.

### Días siguientes
El día 21, paralelamente al cercano asalto de Um Kasar, estaba previsto que la caballería británica desembarcara con hovercrafts en las playas de Al Fao, pero la operación no se pudo llevar a cabo debido a la existencia de minas en dichas playas. Tuvieron que volver a Kuwait y desembarcar 24 horas más tarde, donde luego tomaron posiciones al sur de las marismas mesopotámicas.
En los siguientes días se produjeron intensos combates con los Fedayines de Sadam, los cuales trataron de contraatacar el día 24, pero fueron repelidos por el 40 Comando. Tras quedar aseguradas las 2 únicas zonas marítimas de Irak, Um Kasar y Al Fao, quedaba vía libre para poder avanzar sobre Basora. También hubo un nuevo accidente de helicóptero que dejó 7 víctimas.